# Цибін Дмитро Володимирович
Дмитро Володимирович Цибін (рос. Дмитрий Владимирович Цыбин; 16 червня 1986, м. Уфа, СРСР) — російський хокеїст, правий нападник. Виступає за «Сариарка» (Караганда) у Вищій хокейній лізі. 
Вихованець хокейної школи «Салават Юлаєв» (Уфа). Виступав за «Салават Юлаєв-2» (Уфа), «Торос» (Нефтекамськ), «Салават Юлаєв» (Уфа), «Мечел» (Челябінськ).